# Fjodor Antonowitsch Bruni

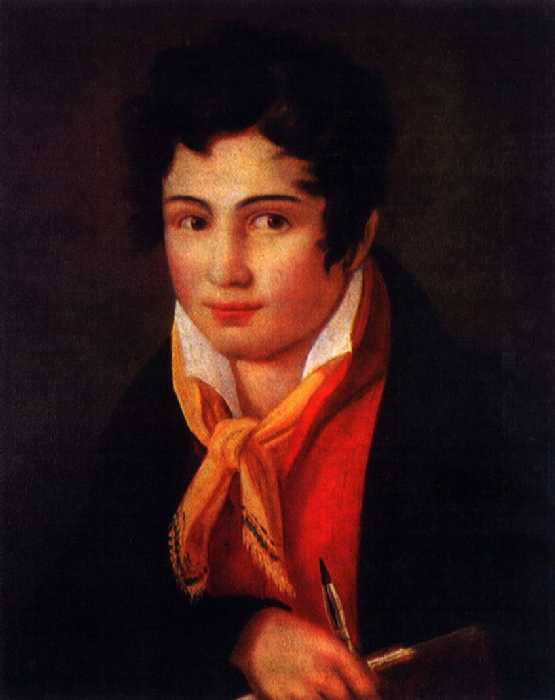
Fidelio Bruni: Selbstbildnis von 1810 (Öl auf Leinwand)

Fjodor Antonowitsch Bruni, eigentl. Fidelio Bruni (russ. Фё́дор (Фиде́лио) Анто́нович Бру́ни; * 10. Juni 1799 in Mailand; † 30. Augustjul. / 11. September 1875greg. in Sankt Petersburg) war ein russländischer Maler, Grafiker und Zeichner italienischer Abstammung.

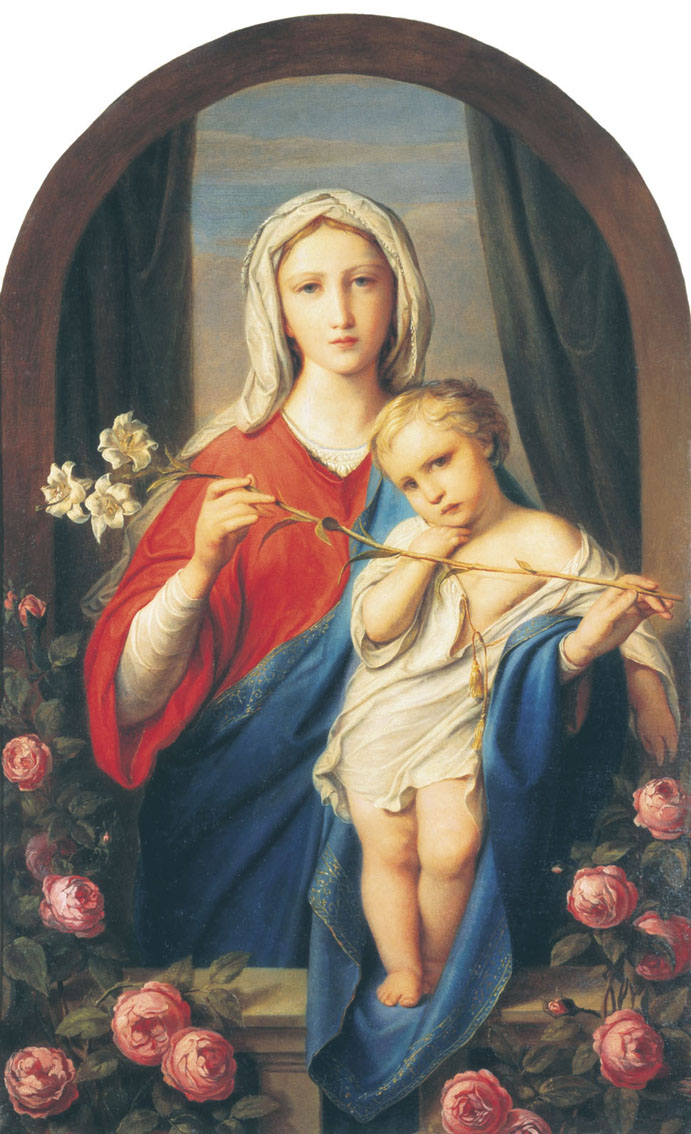
Fjodor Antonowitsch Bruni: Muttergottes mit Kind in Rosen, 1843

## Leben und Wirken
Fidelio Bruni war der Sohn des Antonio Baroffio Bruni (1767–1825), eines italienischen Malers und Bildhauers. 1807 zog er achtjährig mit seiner Familie nach St. Petersburg, wo Vater Antonio Bruni sich als Anton Ossipowitsch Bruni (russ. Анто́н О́сипович Бру́ни) niederließ und bis zu seinem Tod wirkte.
Fidelio, der nun Fjodor Antonowitsch Bruni hieß, war hochtalentiert und besuchte mit zehn Jahren bereits die Russische Kunstakademie (auch Petersburger Kunstakademie), wo er in den Ateliers von Alexei Jegorowitsch Jegorow (Алексе́й Его́рович Его́ров) und Wassili Kusmitsch Schebujew (Васи́лий Ку́зьмич Ше́буев) lernte und 1818 seine Abschlussprüfung machte.
1820 bis 1836 weilte er auf die Einladung von Prinzessin Zinaida Wolkonskaja hin in Italien. Etliche Werke wie „Der Tod Camillas, die Schwester von Horatio“ (1820), „Fürstin Zinaida Wolkonskaja in einem Kostüm von Tankred“ (1820–1822), „Bacchantin gibt Amor Wein“ (1828) und „Madonna mit Kind“ (1835) entstanden in dieser Zeit. Trotz großer Möglichkeiten, sich der romantischen Malerei, die er beherrschte und ansatzweise in seinen Bildern verarbeitete, weiter zuzuwenden, blieb er dem Klassizismus treu und fertigte sowohl eigene Arbeiten als auch Auftragskopien berühmter italienischer Fresken (wie die von Raffaello Santi im Vatikan) an.
Nach seiner Rückkehr wurde er zusammen mit dem gleichaltrigen Karl Brüllow (russ. Карл Па́влович Брюлло́в, 1799–1852) ordentlicher Professor der Petersburger Kunstakademie.

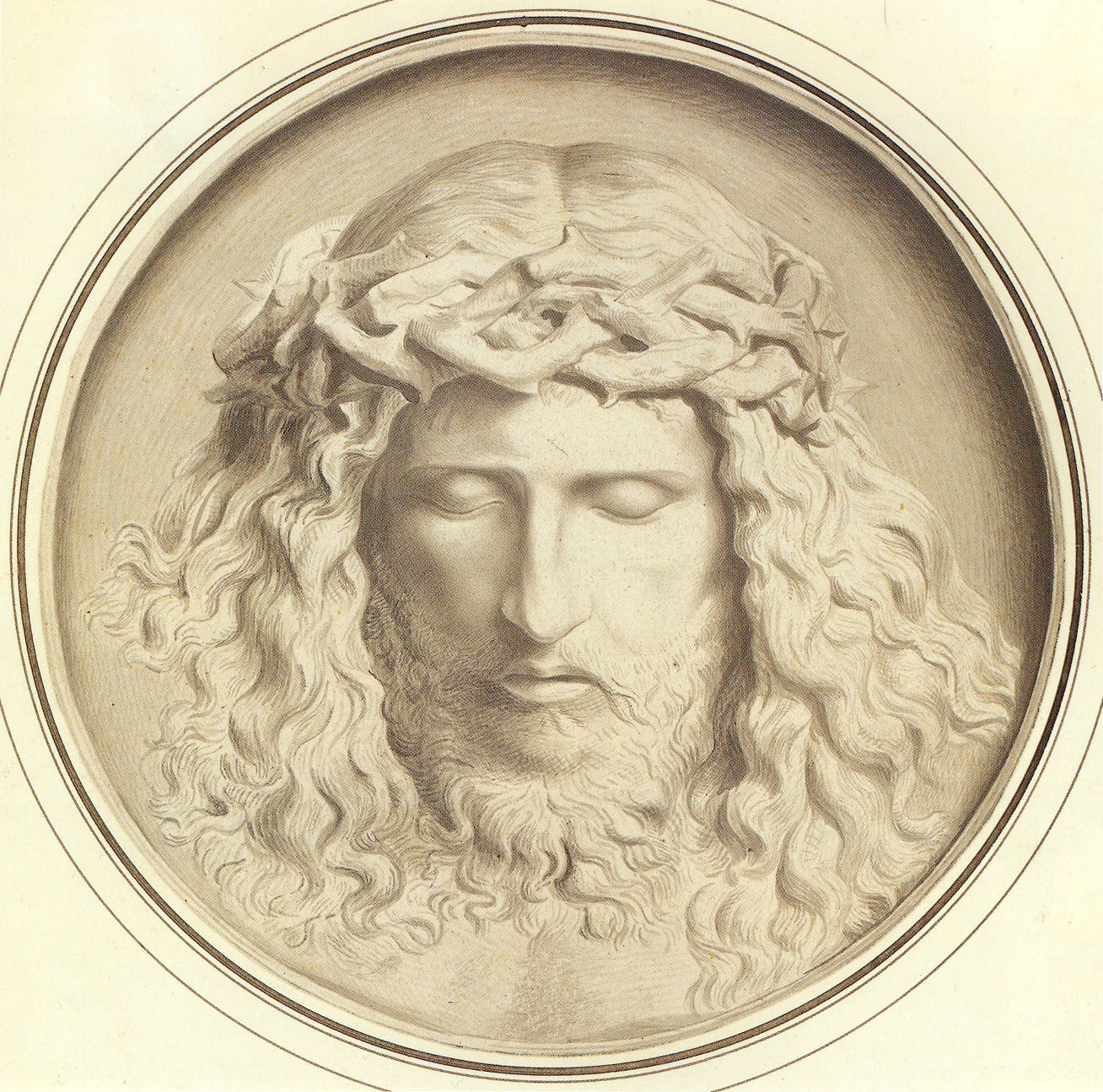
Christi Haupt mit Dornenkrone, Tusche auf Chinapapier

1837 malte er „Alexander Puschkin im Sarg“, das einen hohen Bekanntheitsgrad durch lithographische Abzüge erhielt. 1838 kehrte Bruni nochmals nach Italien zurück, um sein Monumentalwerk (5,65 m × 8,52 m), die „Eherne Schlange“ (russ. Медный Змей), ein biblisches Motiv, zu vollenden und 1841 nach Petersburg zu bringen, wo es von der Eremitage angekauft wurde.
Trotz seiner hohen Fähigkeit, mehrfigurige, komplexe, detaillierte und ausdrucksstarke Großgemälde zu schaffen, wurde seine klassizistische Kunstauffassung unmodern. Zunächst erhielt er noch Aufträge wie die Ausgestaltung und Überwachung der Fresken in der Isaakskathedrale (Isaakiewskij Sobor) in St. Petersburg, die er 1845 abschloss. 1855 wurde Bruni Rektor der Russischen Kunstakademie. Infolge seiner Lehrtätigkeit (unter anderem war Alexander Lytowtschenko einer seiner Schüler) ging seine Malaktivität zurück. Sein Festhalten an streng akademischen Prinzipien und Vorstellungen (Akademismus) distanzierten ihn von seinen Studenten und den aufgeklärt-demokratisch orientierten Kollegen, so dass er 1871 seine Stellung als Rektor aufgab und sich auf sein Anwesen zurückzog, wo er 1875 in völliger Abgeschiedenheit starb.